# 도그 어질리티
도그 어질리티(dog agility)는 말의 승마를 바탕으로 한 개의 장애물 경주이다.

## 개요
개와 핸들러로 불리는 사람이 페어가 되어 행해지는 장애물을 이용한 경기이다. 핸들러가 개에게 지시를 내려, 장애를 결정한 순서대로 클리어 한다. 실패, 거절이 없고 한편 표준 타임으로 불리는 제한 시간내에 클리어 한 페어중, 가장 타임이 적은 페어가 1위가 된다. 타임이 빠르고도 실패, 거절 등이 있으면 타임부터 감점되어 그 순위는 타임내에 완주해 감점이 없는 페어보다 하위가 된다.
일본에서는 1990년대 전반에 소개되어 지금도 아직 그 경기 인구는 증가하고 있다. 경기 단체로서는 사단법인 재팬 케넬 클럽이나 OPDES 등이 중심적 존재이지만, 개인·클럽 레벨로의 경기회 개최도 적지 않다. 개인·클럽 레벨의 개최로서는, 풀전갱이(관동), 나지후(호쿠리쿠), URATAN(중부), APEX(큐슈), Shine Foots(칸사이), 칸사이 전갱이치리티(칸사이) 등을 들 수 있다.

## 역사
일본에서의 도그 어질리티는 1990년대 전반에 반입되어 그 선구가 된 인물로서 후쿠오카 APEX 대표 오오바 토시유키를 들 수 있다. 오오바는 미국의 USDAA에서의 재판관 자격을 가지고 있어 사실상 일본에서 첫 국제적 재판관 자격 취득자라고 말할 수 있다. 오오바는 1995년, 이탈리아에서 행해진 국제애견협회 주최의 유럽 선수권에서 애견과 참가했지만, 이것은 어디까지나 친선경기로서의 참가였다. 그렇지만, 오오바의 유럽 대회에의 출장은, 일본을 시작으로 하는 비유럽 제국에서의 세계 대회 참가에의 선구가 되었다. 다음 1996년의 FCI 주최 아지리티 세계 대회에서는, 오오바는 애견의 Barbala of Water Vally Misty(래브라도 레트리버)와 참가했지만, 오오바의 회전 경기에 매료된 사람은 대부분, 지금 더 비유럽 제국에서의 톱 애슬리트로서 이름을 드는 사람은 적지 않다.
1996년 이후, FCI 유럽 선수권이 FCI 세계 대회가 되어 오래 되지만, 아직도 전혀 일본 선수의 우승 경험은 없다. 그러나, 근년 일본인 선수의 경기력 향상에 수반해 2010년 독일 대회에서는 스몰 클래스에서의 단체 2위의 성적을 남겼다. 계속되는 2012년 프랑스 대회에서는 같은 스몰 클래스에서 단체 3위가 되어 일본 선수가 2년 연속으로 표창대에 올랐다. 더욱 동대회에서는 센보쿠 독 트래이너 스쿨 소속의 야마구치마수가 애견의 스즈카(시트란드시프좃그)와의 페어로 스몰 클래스 개인 종합의 2위에 들어갔다.

## 도그어질리티에 이용하는 장애
비월계 장애
- 허들

윙으로 불리는 2개의 토대에 끼워진, 1개의 바로 구성된다. 전경기중 가장 다용되는 장애이다.
- 더블 허들

윙으로 불리는 2개의 토대에 끼워진, 2개의 바로 구성된다. 이 장애는 2개의 바가 같은 높이의 패러렐 점프와 2개의 바의 높이가 다른 아센딘그잘프로 나눌 수 있다.
- 트리플 허들

윙으로 불리는 2개의 토대에 끼워진, 3개의 바로 구성된다. 덧붙여 안전면에의 배려로부터 FCI에서는 이 장애의 사용은 금지되고 있다.
- 타이어

고정된 타이어의 중심부를 기어들어 빠지는 장애이다.
- 패널/벽돌

2개의 토대에 끼워진 1개의 블록이 놓여진 장애로, 그 블록 위에는 기와와 같은 것이 놓여져 있다.
- 롱 점프

4나 곳의 폴의 사이에 2~5개의 낮은 경사가 있는 블록이 놓여진 장애이다. 개는 그 장애를 뛰어넘지 않으면 안 된다. 통상 진행 방향을 향해 제 편이 높이가 낮고, 안쪽으로 나아가는 것에 따라 높이가 올라 간다. 핸들러 또는 개가 4개소의 폴을 넘어뜨려도 실패는 되지 않는다.
그 외의 장애
- 컨택트 장애

후술의 A프레임/A램프, 독 워크, 시소를 아울러 컨택트 장애라고 부른다. 규정의 장소(컨택트 존)를 밟지 않으면 실패로서 감점의 대상이 된다.
- A프레임/A램프

2매의 판을 90도(카테고리에 의해 다르다)의 각도로 맞춘 것 같은 형태로, 옆에서 본다고 알파벳의 A의 글자와 같이 된다. 어귀・내리막구 모두 아래의 90 cm정도의 부분은 분류되고 있어 그 부분이 컨택트 존이 된다. 또, 장애에는 수cm의 두께의 가로줄을 일정 간격으로 비치함과 동시에, 미끄럼방지의 조치가 취해지고 있어 개의 안전성에도 궁리가 이루어지고 있다.
- 독 워크

3매의 홀쪽한 판으로 구성되어 있어 중앙부는 지면에 병행이 되어, 그 양단에 경사가 있는 판을 비치할 수 있다. 경사판의 오름구・내리막구 모두 아래의 부분은 분류되고 있어 이것이 컨택트 존이 된다. 덧붙여 A프레임과 같게 미끄럼방지가 조치는 취해지고 있지만, 가로줄의 설치는 경사부만으로, 중앙의 병행부에는 같은 봉은 장착되지 않았다.
- 시소

한쪽 편이 지면에 착지한 1매의 판으로 구성되어 있어 개가 중앙부를 넘으면 중심의 이동이 일어나, 반대측이 지면에 착지하게 되어 있다. 다른 컨택트 장애와 같이  컨택트 존, 미끄럼방지, 가로줄이 설치되어 있다. 또한 판의 착지전에 뛰어 내렸을 경우는, 컨택트 존을 밟고 있었다고 해도 실패가 되지만, 실제로는 그 판단은 심사원의 재량에 맡길 수 있는 부분이 크다.
- 하드 터널

가변성을 가진 부드러운 터널이며, 직선에 배치하거나 180도 접어 구부려 배치하거나 하는 것이 가능해지고 있다.
- 소프트 터널

입구 부분은 고형(통상은 반타원형에 가까운 형상)이며, 그 앞에 옷감을 붙인 형태의 장애. 옷감은 고정되지 않기 때문에, 입구에서는 마치 앞이 없는 것처럼 보이는 것이 특징이다.
- 슬랄롬/위브

일정한 간격으로 나란해진 폴(통상 12개)로 구성된 장애물. 1개째의 폴은 반드시 개의 왼쪽 어깨가 되도록 하지 않으면 안 된다.
- 테이블

90 cm사방 정도의 테이블장의 장애물. 이전에는 심사전에 결정할 수 있던 포지션(앉을 수 있어 덮어 세워)으로 5초간 멈추지 않으면 안 되었지만, 현재는 룰 개정의 결과, 테이블상에서의 자세는 자유롭게 되었다. 또, 이전에는 심사원이 5초의 카운트를 실시하고 있었지만, 현재는 전자 타이머가 채용되고 있다.

## 규칙
룰은 각 단체에 의해 다르지만, 여기에서는 주로 FCI 룰에 대해 개설한다. 덧붙여 FCI 룰내에서는 명기되어 있지 않은 부분도 많이 있는 것이 실정이며, 최종적인 판단은 심사원이나 주최자에게 일임 되고 있다.
표준 타임
리밋트 타임
경기 종목
실패
거절
실격
순위
유럽 선수권 대회
1991년 헬싱키(핀란드)
1992년 리용(프랑스)
1993년 린츠(오스트리아)
1994년 안헴(네델란드)
1995년 토리노(이탈리아)
세계 선수권 대회
1996년 모게스(스위스)
1997년 코펜하겐(덴마크)
1998년 마리볼(슬로베니아)
1999년 도르트문트(독일)
2000년 헬싱키(핀란드)
2001년 포르트(포르투갈)
2002년 도르트문트(독일)
2003년 리벤(프랑스)
2004년 몬테키아리(이탈리아)
2005년 바랴드리드(스페인)
2006년 바젤(스위스)
2007년 하마(노르웨이)
2008년 헬싱키(핀란드)
2009년 돈반(오스트리아)
2010년 라이덴(독일)
2011년 리 밴(프랑스)

## 재해구조
지진·화재·조난 등의 장면을 상정하고, 도괴가옥·암석·목재등 여러 가지 장애를 설치해 재해구조견의 훈련이나 경기회로도 이용되고 있다.

## 같이 보기
- 재해구조견
- 디스크 도그
- 래빗 쇼 점핑